# Адам руйнує все

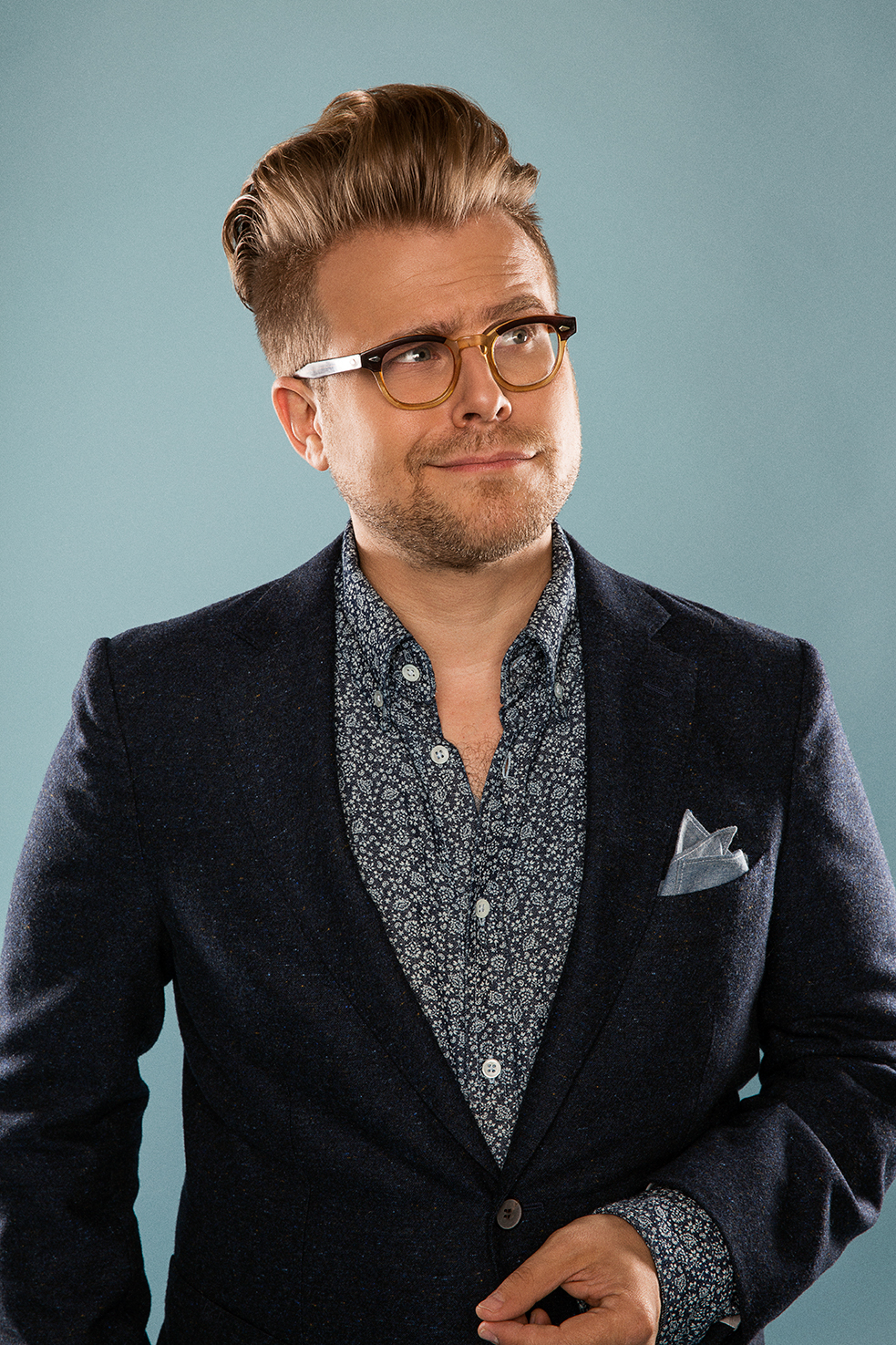
Адам Коновер

Адам руйнує все (англ. Adam Ruins Everything) — американський комедійно-освітній серіал зі стендап-коміком Адамом Коновером у головній ролі. Дебютував 29 вересня 2015 з сезоном у 12 серій на телеканалі truTV. 7 січня 2016 було анонсовано продовження телешоу на 14 додаткових серій у першому сезоні та їхня прем'єра 23 серпня 2016 (було показано всього 27 серій у першому сезоні). Мета серіалу — пролити світло на популярні омани і тренди, головний герой «руйнує» стереотипи, викриває помилкові ідеї, що наповнили американське суспільство.
7 грудня 2016 truTV анонсував відродження «Адам руйнує все» на другий сезон із 16 епізодів. Було створено 22 епізоди, яки вийшли в ефір з 11 липня 2017 року по 24 квітня 2018 року.
9 травня 2018 року truTV оголосив подовження шоу на третій сезон, днем прем'єри призначене 27 листопада 2018 року.

## Сюжет
«Адам руйнує все» заснований на вебсеріалі CollegeHumor, у ролі ведучого виступає комік Адам Коновер (який також був зіркою CollegeHumor). У шоу Коновер викриває («руйнує») хибні уявлення за допомогою «дратівливих фактів» і розгляду проблем із наукової точки зору. Він обґрунтовує свою позицію, просвітлюючи аудиторію розмовою з експертами у скетчах і додаючи посилання на джерела інформації у вигляді виносок на екрані.
Назви епізодів указують царину життєдіяльності людей, стереотипи якої «руйнує» головний герой: «Адам руйнує автомобілі», «Адам руйнує гігієну» тощо. Виняток становить епізод 2.8 «Емілі руйнує все, що руйнує Адам» та кілька весняних серій другого сезону, які об'єднані темою спростування історичних міфів: наприклад, 2.22 «Реанімована історія: 100 років тому тепер» (Reanimated History: 100 Years Ago Today).

## У ролях
- Адам Коновер у ролі Адама Коновера, протагоніста, який є провідником для аудиторії і другорядних героїв епізоду.
- Емілі Ексфорд у ролі Емілі, вчительки старшої школи, подруги Адама і дружини Мерфі. Вона неодноразова жертва щирості Адама. Інколи і вона викриває помилкові ідеї, зокрема в серіях «Адам руйнує секс» і «Адам руйнує торгові центри».
- Браян Мерфі у ролі Мерфі, шкільного вчителя фізкультури і друга Адама, чоловіка Емілі. Неодноразова жертва щирості Адама.
- Гейлі Норман у ролі Гейлі, подруги Емілі, яка почала зустрічатися з Адамом, поки раптова смерть не розлучила їх. Гейлі посковзнулася на підлозі лікарні в серії «Адам руйнує смерть».
- Рея Бутчер у ролі Реї Коновер, молодшої сестри Адама, юриста, власниці будинку, де живе Адам.

## Українське озвучення серіалу «Адам руйнує все»
Переклад і озвучення серіалу «Адам руйнує все» українською мовою існує лише як ролики з окремими блоками-сценами з різних епізодів телешоу. Переклади сцен серіалу роблять користувачі YouTube «ReyAndMan», «Озвучка AdrianZP» та інші.

## Список епізодів
| Сезон         | Кількість епізодів | Прем'єра сезону   | Завершення сезону |
| ------------- | ------------------ | ----------------- | ----------------- |
| 1 сезон       | 27                 | 29 вересня 2015   | 27 грудня 2016    |
| перша частина | 12                 | 29 вересня 2015   | 22 грудня 2015    |
| друга частина | 15                 | 23 серпня 2016    | 27 грудня 2016    |
| 2 сезон       | 26                 | 11 липня 2017     | 18 грудня 2018    |
| перша частина | 16                 | 11 липня 2017     | 7 листопада 2017  |
| друга частина | 6                  | 20 березня 2018   | 24 квітня 2018    |
| третя частина | 4                  | 27 листопада 2018 | 18 грудня 2018    |
| 3 сезон       | 12                 | 8 січня 2019      | 1 жовтня 2019     |
| перша частина | 4                  | 8 січня 2019      | 29 січня 2019     |
| друга частина | 8                  | 13 серпня 2019    | 1 жовтня 2019     |

### 1 сезон (2015—2016)
Примітка: Номери епізодів не завжди відповідають порядку їхнього оприлюднення.

#### Перша частина 1-го сезону (вересень—грудень 2015)
| Епізод | Прем'єра          | Назва українською                     | Оригінальна назва           |
| --- | ----------------- | ------------------------------------- | --------------------------- |
| 1.1 | 29 вересня 2015   | Адам руйнує подарунки                 | Adam Ruins Giving           |
| Ведучий телешоу Адам Коновер розвіює поширені помилкові уявлення про все. У прем’єрній серії Адам викриває історію діамантової обручки, а також пояснює, чому не потрібно жертвувати безпритульним консервовані продукти.                                                                        |                   |                                       |                             |
| 1.2 | 6 жовтня 2015     | Адам руйнує безпеку                   | Adam Ruins Security         |
| Адам розповідає про «театр безпеки», пояснюючи: чому заходи безпеки в аеропортах забирають необґрунтовано багато часу та грошей; чому запобіжна упаковка ліків жодним чином не захищає нас від маніяків-отруювачів; чому кредитні картки в Америці не захищають своїх користувачів від крадіжок. |                   |                                       |                             |
| 1.3 | 13 жовтня 2015    | Адам руйнує автомобілі                | Adam Ruins Cars             |
| Адам Коновер викриває обмани й хитрості сучасної автомобільної промисловості США, висвітлює таємниці автосалонів, а також розповідає, як виробники перших автомобілів переклали провину за аварії на пішоходів та захопили дороги й вулиці.                                                      |                   |                                       |                             |
| 1.4 | 20 жовтня 2015    | Адам руйнує судово-медичну експертизу | Adam Ruins Forensic Science |
| Адам розвінчує ненадійні методи судових експертів, які використовуються як докази у кримінальних справах, та стереотипи, нав’язані нам детективними серіалами, про відбитки пальців, експертизу на основі ДНК тощо, які нерідко допомагають засуджувати невинних людей.                          |                   |                                       |                             |
| 1.5 | 27 жовтня 2015    | Адам руйнує ресторани                 | Adam Ruins Restaurants      |
| Ведучий і його команда пояснюють усі недоліки системи «чайових», демонструють надуманість дегустації вин та розкривають грандіозні обмани із стравами в ресторанах. |                   |                                       |                             |
| 1.6 | 3 листопада 2015  | Адам руйнує гігієну                   | Adam Ruins Hygiene          |
| |                   |                                       |                             |
| 1.7 | 10 листопада 2015 | Адам руйнує вибори                    | Adam Ruins Voting           |
| |                   |                                       |                             |
| 1.8 | 17 листопада 2015 |                                       | Adam Ruins Work             |
| |                   |                                       |                             |
| 1.9 | 1 грудня 2015     | Адам руйнує літні канікули            | Adam Ruins Summer Fun       |
| |                   |                                       |                             |
| 1.10 | 8 грудня 2015     | Адам руйнує секс                      | Adam Ruins Sex              |
| |                   |                                       |                             |
| 1.11 | 15 грудня 2015    | Адам руйнує харчування                | Adam Ruins Nutrition        |
| |                   |                                       |                             |
| 1.12 | 22 грудня 2015    | Адам руйнує смерть                    | Adam Ruins Death            |
| |                   |                                       |                             |

#### Друга частина 1-го сезону (серпень—грудень 2016)
| Епізод | Прем'єра          | Назва українською              | Оригінальна назва                                 |
| ------ | ----------------- | ------------------------------ | ------------------------------------------------- |
| 1.13   | 23 серпня 2016    | Адам руйнує Голлівуд           | Adam Ruins Hollywood                              |
|        |                   |                                |                                                   |
| 1.14   | 30 серпня 2016    | Адам руйнує футбол             | Adam Ruins Football                               |
|        |                   |                                |                                                   |
| 1.15   | 6 вересня 2016    | Адам руйнує весілля            | Adam Ruins Weddings                               |
|        |                   |                                |                                                   |
| 1.16   | 13 вересня 2016   | Адам руйнує торговельні центри | Adam Ruins Shopping Malls                         |
|        |                   |                                |                                                   |
| 1.17   | 20 вересня 2016   | Адам руйнує тварин             | Adam Ruins Animals                                |
|        |                   |                                |                                                   |
| 1.18   | 27 вересня 2016   | Адам руйнує імміграцію         | Adam Ruins Immigration                            |
|        |                   |                                |                                                   |
| 1.19   | 4 жовтня 2016     |                                | Adam Ruins Housing                                |
|        |                   |                                |                                                   |
| 1.20   | 15 листопада 2016 |                                | Adam Ruins Drugs                                  |
|        |                   |                                |                                                   |
| 1.21   | 22 листопада 2016 |                                | Adam Ruins Prisons                                |
|        |                   |                                |                                                   |
| 1.22   | 6 грудня 2016     |                                | Adam Ruins the Wild West                          |
|        |                   |                                |                                                   |
| 1.23   | 4 грудня 2016     |                                | Adam Ruins the Internet                           |
|        |                   |                                |                                                   |
| 1.24   | 13 грудня 2016    |                                | Adam Ruins Justice                                |
|        |                   |                                |                                                   |
| 1.25   | 20 грудня 2016    |                                | Adam Ruins Christmas                              |
|        |                   |                                |                                                   |
| 1.26   | 27 грудня 2016    |                                | Adam Ruins Going Green                            |
|        |                   |                                |                                                   |
| 1.27   | 25 жовтня 2016    |                                | Why the 2016 Election Is Just a Big Rerun Special |
|        |                   |                                |                                                   |

### 2 сезон (2017—2018)

#### Перша частина 2-го сезону (липень—листопад 2017)
| Епізод | Прем'єра         | Назва українською | Оригінальна назва                    |
| ------ | ---------------- | ----------------- | ------------------------------------ |
| 2.1    | 11 липня 2017    |                   | Adam Ruins Having a Baby             |
|        |                  |                   |                                      |
| 2.2    | 18 липня 2017    |                   | Adam Ruins Weight Loss               |
|        |                  |                   |                                      |
| 2.3    | 25 липня 2017    |                   | Adam Ruins the Hospital              |
|        |                  |                   |                                      |
| 2.4    | 1 серпня 2017    |                   | Adam Ruins Dating                    |
|        |                  |                   |                                      |
| 2.5    | 8 серпня 2017    |                   | Adam Ruins Fine Art                  |
|        |                  |                   |                                      |
| 2.6    | 15 серпня 2017   |                   | Adam Ruins What We Learned in School |
|        |                  |                   |                                      |
| 2.7    | 22 серпня 2017   |                   | Adam Ruins College                   |
|        |                  |                   |                                      |
| 2.8    | 29 серпня 2017   |                   | Emily Ruins Adam Ruins Everything    |
|        |                  |                   |                                      |
| 2.9    | 5 вересня 2017   |                   | Adam Ruins His Vacation              |
|        |                  |                   |                                      |
| 2.10   | 26 вересня 2017  |                   | Adam Ruins The Suburbs               |
|        |                  |                   |                                      |
| 2.11   | 3 жовтня 2017    |                   | Adam Ruins The Economy               |
|        |                  |                   |                                      |
| 2.12   | 10 жовтня 2017   |                   | Adam Ruins Conspiracy Theories       |
|        |                  |                   |                                      |
| 2.13   | 17 жовтня 2017   |                   | Adam Ruins Spa Day                   |
|        |                  |                   |                                      |
| 2.14   | 24 жовтня 2017   |                   | Adam Ruins Halloween                 |
|        |                  |                   |                                      |
| 2.15   | 31 жовтня 2017   |                   | Adam Ruins Science                   |
|        |                  |                   |                                      |
| 2.16   | 7 листопада 2017 |                   | Adam Ruins The Future                |
|        |                  |                   |                                      |

#### Друга частина 2-го сезону (березень—квітень 2018)
| Епізод | Прем'єра        | Назва українською | Оригінальна назва                                    |
| ------ | --------------- | ----------------- | ---------------------------------------------------- |
| 2.17   | 20 березня 2018 |                   | Reanimated History: Give Me Liberty or Give Me Truth |
|        |                 |                   |                                                      |
| 2.18   | 27 березня 2018 |                   | Reanimated History: The First Factsgiving            |
|        |                 |                   |                                                      |
| 2.19   | 3 квітня 2018   |                   | Reanimated History: Mutually Assured Ruination       |
|        |                 |                   |                                                      |
| 2.20   | 10 квітня 2018  |                   | Reanimated History: An Ancient History of Violence   |
|        |                 |                   |                                                      |
| 2.21   | 17 квітня 2018  |                   | Reanimated History: The Copernican Ruin-aissance     |
|        |                 |                   |                                                      |
| 2.22   | 24 квітня 2018  |                   | Reanimated History: 100 Years Ago Today              |
|        |                 |                   |                                                      |

#### Третя частина 2-го сезону (листопад—грудень 2018)
| Епізод | Прем'єра          | Назва українською | Оригінальна назва |
| ------ | ----------------- | ----------------- | ----------------- |
| 2.23   | 27 листопада 2018 |                   | Adam Ruins Guns   |
|        |                   |                   |                   |
| 2.24   | 4 грудня 2018     |                   | Adam Ruins Sleep  |
|        |                   |                   |                   |
| 2.25   | 11 грудня 2018    |                   | Adam Ruins Tech   |
|        |                   |                   |                   |
| 2.26   | 18 грудня 2018    |                   | Adam Ruins Flying |
|        |                   |                   |                   |

### 3 сезон (2019)
| Епізод | Прем'єра      | Назва українською | Оригінальна назва            |
| ------ | ------------- | ----------------- | ---------------------------- |
| 3.1    | 8 січня 2019  |                   | Adam Ruins a Plate of Nachos |
|        |               |                   |                              |
| 3.2    | 15 січня 2019 |                   | Adam Ruins a Sitcom          |
|        |               |                   |                              |
| 3.3    | 22 січня 2019 |                   | Adam Ruins Games             |
|        |               |                   |                              |
| 3.4    | 29 січня 2019 |                   | Adam Ruins Nature            |
|        |               |                   |                              |
| 3.5    |               |                   | Adam Ruins America           |
|        |               |                   |                              |
| 3.6    |               |                   | Night Out                    |
|        |               |                   |                              |
| 3.7    |               |                   | Adam Ruins Doing Good        |
|        |               |                   |                              |
| 3.8    |               |                   | Adam Ruins Murder            |
|        |               |                   |                              |
| 3.9    |               |                   | Adam Ruins Music             |
|        |               |                   |                              |
| 3.10   |               |                   | Adam Ruins Little Bugs       |
|        |               |                   |                              |
| 3.11   |               |                   | Adam Ruins Cops              |
|        |               |                   |                              |
| 3.12   |               |                   | Adam Ruins Himself           |
|        |               |                   |                              |

## Зовнішні посилання
- Офіційний сайт [Архівовано 17 червня 2017 у Wayback Machine.]
- Adam Ruins Everything на сайті IMDb (англ.) (англ.)
- Official playlist of Adam Ruins Everything clips (including the original mini-series) on YouTube [Архівовано 26 грудня 2016 у Wayback Machine.]